# Lacroix-Gletscher
Der Lacroix-Gletscher ist ein Gletscher im ostantarktischen Viktorialand. Er fließt zwischen dem Suess- und dem Matterhorn-Gletscher in südöstlicher Richtung in das Taylor Valley.
Kartiert und benannt wurde der Gletscher durch Teilnehmer der britischen Terra-Nova-Expedition (1910–1913). Namensgeber ist der französische Mineraloge und Geologe Antoine Lacroix (1863–1948).